# Parit (Indralaya Utara)
Parit is een bestuurslaag in het regentschap Ogan Ilir van de provincie Zuid-Sumatra, Indonesië. Parit telt 809 inwoners (volkstelling 2010).